# Tom Cleverley
Thomas William Cleverley o Tom Cleverley (Basingstoke, 12 d'agost del 1989) és un futbolista anglès que juga de centrecampista actualment a l'Everton FC.
Procedent del Bradford City A.F.C., Cleverley entrà al Manchester United FC amb 12 anys, on només jugava partits amistosos, fins que el 2009 fou cedit al Leicester City FC i va començar a jugar partits de la segona divisió, contribuint a la victòria de l'equip a la Lliga, i a la promoció cap a la primera divisió. A la temporada 2009–2010 anà cedit al Watford FC, on va marcar 11 gols en 33 partits i es posicionà com el millor jugador de l'equip. Després passà al Wigan Athletic FC, també cedit, i ajudà a evitar el descens de l'equip a la darrera jornada. A la temporada 2011–2012 tornà finalment al seu club Manchester United, i es va estrenar precisament guanyant el trofeig Community Shield contra el Manchester City FC, però des del 2014 torna a jugar cedit, ara a l'Aston Villa FC.
Cleverley jugà amb l'equip olímpic britànic als Jocs Olímpics d'Estiu de 2012, i a partir d'aquest any s'incorporà a la selecció anglesa sènior (des del 2009, havia estat seleccionat per a les categories inferiors).